# 人口遷徙
人口遷徙是一種人類族群集體或個別改變居住地域的現象，其形式有自願或非自願、合法或非法之別，原因則可能包括（但不限於）資源短缺、氣候變遷、戰爭、奴隶贸易、种族清洗、政治迫害、經濟壓力等。
歷史上大規模的人口迁徙称为民族遷徙，包括美洲原住民的先祖自歐亞大陸移往美洲大陸、南島民族自東亞播遷大洋洲各地、古以色列民族離開古埃及前往迦南地，中原晉朝「五胡亂華」以來漢族和鮮卑族等「胡人」民族南遷，以及歐洲「蠻族入侵」造成的「歐洲民族大遷徙」，等等。

## 各地历史

### 东亚

#### 汉族人口迁徙

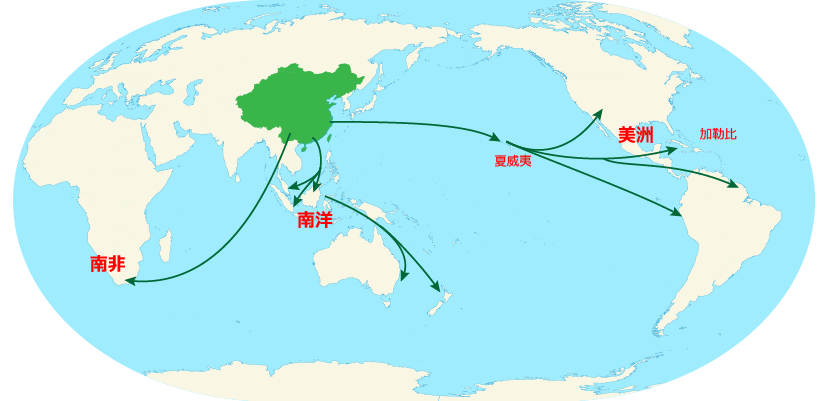
十九世紀漢人移民全球路線圖

1. 秦朝：秦始皇南征百越后，为了巩固新取得的南方国土（即岭南地区），派遣了大批军民到岭南。
2. 东晋永嘉年间：永嘉之乱和五胡乱华，使山西、河北及河南一带的汉人纷纷渡过黄河，南渡长江，史称衣冠南渡。
3. 唐朝天宝年间：安史之乱，经济重心再度南移，南方取代北方的经济地位。唐室因许远、张巡等名臣死守睢阳，使南方并未如北方般受到战乱的摧残，南方得以保全。南方因大量北方人民南逃，为南方带来劳动力，使江南的经济则日益发达，最终其经济规模凌驾于中原之上。
4. 唐僖宗乾符二年：黄巢之乱，中原的居民再迁往江西、福建和广东。
5. 南雄珠璣巷：唐、宋、明歷代中原禍亂之際，北方漢人遷往嶺南，必經廣東南雄的珠璣巷。
6. 北宋靖康年间靖康之变，金朝掳走汴京（今开封市）北宋皇族、后妃、官吏及逾十万首都平民至中都大兴府（今北京）。
7. 南宋初期，北方人不愿在金国统治下生活，大量移居到南方，使南方人口大为增加。
8. 南宋末年：北方人口不断的南逃，总人数约占北方人口的十分之一。
9. 南宋末年：蒙金战争时期就陆续有大批汉人被迁往蒙古草原以及天山南北、辽阳等处行中书省与云南等处行中书省各地；蒙古与色目官员、军户、商人等也大量移居中原内地。
10. 元朝末年到明代洪武年间的湖广填四川：四川屡遭蒙古的大屠杀，导致人口急剧减少。因此从朝廷到地方各级官府采取了一系列措施吸引外地移民，其中以湖广省人口最多。
11. 明代洪武初年至永乐十五年：江西填湖广五十余年间组织了八次大规模的移民活动，大量江西人迁居到湖广省（今湖南与湖北两省范围），影响十分深远。
12. 洪洞大槐樹：明代洪武六年到永樂十五年，共計18次將山西居民遷往因戰禍而人口驟減的北京、河北、河南、山東、安徽、江蘇、湖北、陝西、甘肅等十餘省，以移民出發點山西洪洞之大槐樹為名。
13. 清代顺治到乾隆年间的：第二次湖广填四川除了湖广省以外，根据考证表明，江西、福建、广西等十几个省份的居民也在移民行列之中。
14. 清初，郑成功攻取台湾后：郑成功攻台之役大量军民遷入台湾桃竹苗、高雄屏东、花东纵谷等地。
15. 明末、清朝中期：下南洋與中國東南各島，国力持续衰退，福建、广东田寡人稠情况日趋严重，大量人口移民至南洋等地谋生定居，并建立了许多政权。
16. 走西口：明清與民國初年，長城內的山西、陝北、河北等地居民因經濟因素向長城外少數民族地區移民的活動。
17. 闯关东：清代至民國年間，華北地區農民向東北地區移民開墾的事件。
18. 中華民國政府遷台：1949年末國共內戰中戰敗的中華民國政府轉進臺灣，隨行大陸軍民約有120萬人之眾或更多。

#### 蒙古族
古代蒙古人，随着蒙古帝国的征战而散居于欧亚大陆。

## 近代

### 殖民及勞力貿易
這種興起於地理大發現以後的特殊移民形式，多伴随着歐洲或其他強勢國家以武力征服地球上其他民族，掠奪其傳統地域上的資源，以及（或者）對其社會、經濟制度進行改造等殖民主義活動进行。各種形式的殖民主義，在全球各地造成了不同樣貌的殖民社會，然後演變成當前非洲、亞洲、美洲、大洋洲大部分的國家——殖民國與當地人口混同的後殖民社會常見於拉丁美洲及加勒比海國家；歷史上殖民當局採行各種硬性或非硬性種族隔離政策的結果，仍可見於南非、澳大利亞等國家。
除了自人口眾多的亞洲地區（例如印度）僱用勞力以外，一些採行掠奪式殖民主義的歐洲勢力還曾經在非洲強虜大量人口，販為奴隸，使其在美洲等殖民地無償勞動；直到19世紀初，已經資本化及工業化的英國才開始倡導廢止不人道的奴隸貿易。殖民主義造成大量勞工及奴隸人口移動的結果，主要體現在現代美洲（包含加勒比海）及部分歐洲國家的人口組成上。

### 政治因素
1910年代，奥斯曼帝国行将崩溃之际，对境内的基督教族群进行了种族灭绝，包括亚美尼亚大屠杀、希臘種族滅絕。在此背景下，于1923年进行了希臘土耳其人口互換。苏联政府在二战期间亦对国内数个少数民族进行强制迁徙。

## 回流移民
回流移民，即歸國僑民，簡稱歸僑，指回到某族裔的祖源地或傳統領域定居的該族群人士。例如：
- 歸國華僑：從兩岸三地以外到兩岸三地定居的海外華人。
  - 台灣緬甸華人
  - 越南難僑
- 歸國哈僑
- 歸國韓僑/歸國朝僑
  - 在韓中國朝鮮族
  - 在日朝鲜人归国运动
- 歸國日僑
  - 引揚者
  - 在日日裔巴西人